# Benacre (Suffolk)
Benacre est un village et une paroisse civile du Suffolk, en Angleterre.